# Londinium

Londinium, ok. 400

Londinium – największe rzymskie miasto w Brytanii i zarazem stolica tej prowincji. Założone najprawdopodobniej przez Rzymian w I wieku, było zalążkiem Londynu, zajmowało obszar w przybliżeniu odpowiadający współczesnemu City of London. Na powierzchni ziemi zachowało się niewiele pozostałości z tamtego okresu, w tym fragmenty murów miejskich oraz fundamenty świątyni. Przedmioty wydobyte w czasie wykopalisk można obejrzeć w London Museum, które prezentuje losy rzymskiego miasta.

## Historia
Miasto zostało założone prawdopodobnie w roku 47 (czyli 4 lata po rzymskiej inwazji na wyspę). Prawdopodobnie rozbudowa następowała wokół drewnianego fortu, który z czasem zastąpiono kamiennym. Miasto zajmowało stosunkowo niewielki obszar, jego mieszkańcy stanowili mieszankę różnych narodowości i utrzymywali rozległe kontakty handlowe.
W roku 60 n.e. miasto zostało całkowicie zniszczone w czasie powstania królowej Boudiki, jednak szybko zostało odbudowane. Czuwał nad tym wysłany przez cesarza Nerona cywilny administrator Julius Classicianus. Miasto zostało zbudowane według planu, wzniesiono wiele gmachów publicznych, nastąpiły lata bardzo szybkiego rozwoju. Do roku 100 n.e. Londyn zastąpił Colchester jako stolica prowincji. Kiedy w roku 122 cesarz Hadrian odwiedził Brytanię (i prawdopodobnie Londyn) miasto było u szczytu swojego rozwoju. W mieście znajdowały się łaźnie, port, pałac gubernatora, bazylika (największa na północ od Alp) i forum, świątynie, amfiteatr oraz fort.

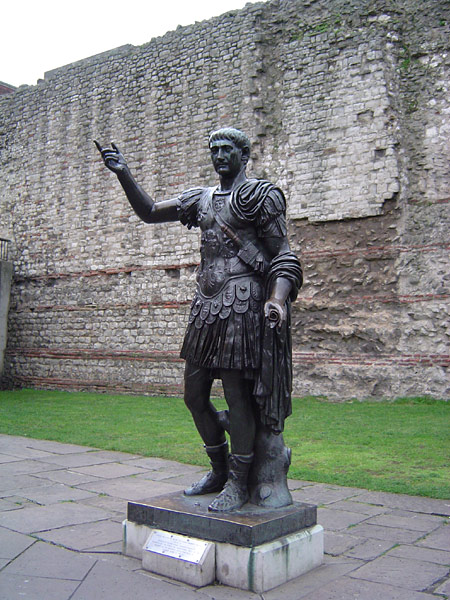
Posąg Trajana na tle London Wall, Tower Hill

Pomiędzy 190 a 225 miasto zostało otoczone murem miejskim, tak zwanym Murem Londyńskim.
Miał on 3 kilometry długości, 6 metrów wysokości i był szeroki na około 2,5 metra.
Pozostałości muru są wciąż widoczne i można je podziwiać w poniższych miejscach:
| Miejsce           | Koordynaty                               |
| ----------------- | ---------------------------------------- |
| Museum of London  | 51°31′03″N 0°05′49″W/51,517500 -0,096944 |
| Barbican          | 51°31′08″N 0°05′35″W/51,518889 -0,093056 |
| London Wall       | 51°31′04″N 0°05′43″W/51,517778 -0,095278 |
| St Alphege Garden | 51°31′05″N 0°05′33″W/51,518056 -0,092500 |
| Cooper's Row      | 51°30′38″N 0°04′34″W/51,510556 -0,076111 |
| Tower Hill        | 51°30′36″N 0°04′33″W/51,510000 -0,075833 |

W roku 200 podzielono Brytanię na 2 prowincje: Britania Inferior (ze stolicą w Yorku) oraz Britania Superior, której stolicą pozostał Londyn.
Trzeci wiek przyniósł recesję, inflację oraz niepewną sytuację polityczną w cesarstwie. Wielu żołnierzy z Brytanii ściągnięto do Europy. Do roku 220 miasto otoczono murem. Uzurpatorzy z Brytanii dwukrotnie próbowali odłączyć się od Rzymu i założyć niepodległe państwa (286 i 367 r. n.e.). Część miasta opustoszała, ok. 300 roku przestano dbać o gmachy publiczne (co mogło stanowić karę dla miasta za poparcie dla uzurpatorów). 
Kolejne lata przynosiły ustawiczne najazdy, wzmacniano mury miejskie. Pomiędzy 312 a 314 rokiem utworzono w Londynie biskupstwo. W roku 382 uzurpator Magnus Maksymus wyprowadził większość żołnierzy z Brytanii. Ostatni opuścili wyspę w roku 407 na rozkaz cesarza Konstantyna III. W roku 410 prośba o wsparcie wojskowe wystosowana do cesarza Honoriusza, została odrzucona. Odrzekł on, że miasta Brytanii powinny radzić sobie same. Datę tę uznaje się za koniec rzymskiego panowania na wyspie. Nastąpił błyskawiczny upadek miasta. Część domów wyburzono, w kilku pozostałych mieszkańcy prowadzili rzymski tryb życia jeszcze do 450 roku, kiedy to miasto opustoszało zupełnie.

## Wciąż widoczne zabytki
- Mury Miejskie

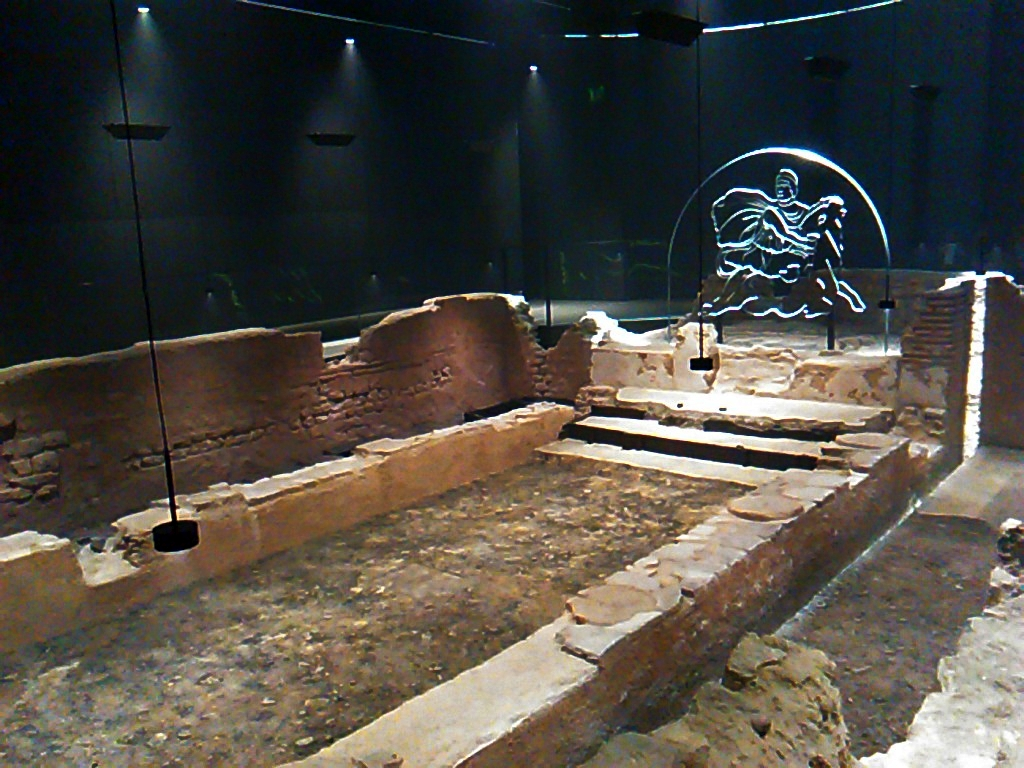
Ruiny świątyni Mitry w Londynie, rekonstrukcja w gmachu agencji Bloomberg, 2017

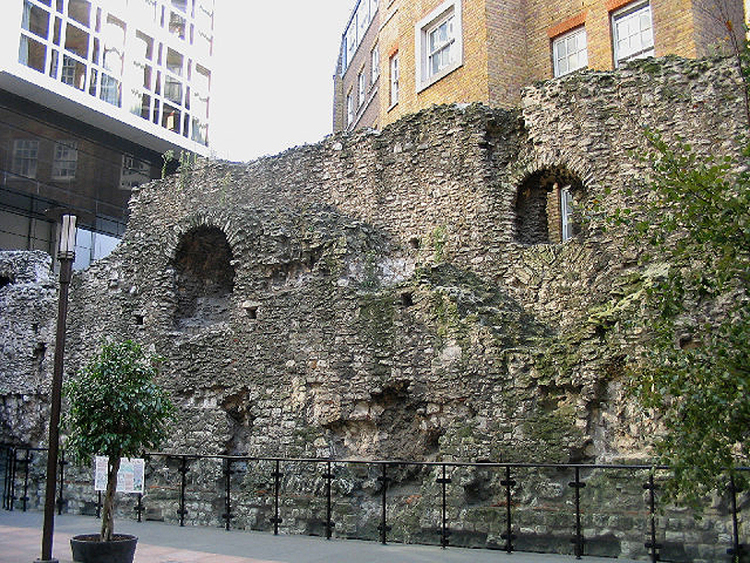
Fragment muru miejskiego

- Amfiteatr w podziemiach Guild Hall
- Świątynia Mitry w Wallbrook, artefakty w British Museum i Museum of London